# Augustów (powiat przasnyski)
Augustów – wieś w Polsce położona w województwie mazowieckim, w powiecie przasnyskim, w gminie Krasne.
Wieś wchodzi w skład sołectwa Krasne
W latach 1975–1998 miejscowość administracyjnie należała do województwa ciechanowskiego.